# شيرلي (رواية)
شيرلي (بالإنجليزية: Shirley)‏ هي رواية اجتماعية صدرت عام 1849 بقلم الروائية الإنجليزية شارلوت برونتي. وكانت ثاني ما نشر من روايات برونتي بعد جين أير، ونشرت في الأصل تحت اسم مستعار هو كورير بيل. تدور أحداث الرواية في يوركشاير في الفترة 1811-1812، خلال فترة الكساد الصناعي الناتجة عن الحروب النابليونية وحرب 1812. تدور أحداث الرواية على خلفية الانتفاضات اللاضية في صناعة النسيج في يوركشاير.
أدت شعبية الرواية لأن يصبح اسم شيرلي اسما مؤنثا. فقد قام والد البطلة بإعطائها الاسم لأنه كان ينوي إنجاب ولد. لم يكن اسم شيرلي شائعا قبل نشر الرواية، لكنه كان اسما مذكرا ولم يكن شائعا بين النساء. واليوم ينظر إليه على أنه اسم مؤنث شائع وغير مألوف على الذكور.

## روابط خارجية
- شيرلي على موقع الموسوعة البريطانية (الإنجليزية)